# Chelonomorpha kansuana
Chelonomorpha kansuana är en fjärilsart som beskrevs av Hanan Bytinski-salz 1939. Chelonomorpha kansuana ingår i släktet Chelonomorpha och familjen nattflyn. Inga underarter finns listade i Catalogue of Life.